# 양성자화
양성자화(陽性子化, 영어: protonation) 또는 프로톤화는 화학에서 원자, 분자, 이온에 양성자(하이드론 또는 수소 양이온) (H+)를 부가하여 짝산을 형성하는 것을 말한다. 양성자화의 몇 가지 예들은 다음과 같다.
- 황산에 의한 물의 양성자화
H2SO4 + H2O  H3O+ + HSO−
4
- 탄소 양이온의 형성 과정에서 아이소뷰틸렌의 양성자화
(CH3)2C=CH2 + HBF4  (CH3)3C+ + BF−
4
- 암모니아와 염화 수소로부터 염화 암모늄을 형성할 때 암모니아의 양성자화
NH3(g) + HCl(g) → NH4Cl(s)

양성자화는 기본적인 화학 반응이며 많은 화학양론 및 촉매 과정에서의 한 과정이다. 일부 이온과 분자는 한 번 이상의 양성자화를 겪을 수 있으며, 많은 생물학적 고분자들은 다염기성이다. 양성자화 및 탈양성자화(양성자 제거)는 대부분의 산-염기 반응에서 일어난다. 이는 대부분의 산-염기 반응 이론의 핵심을 이룬다. 브뢴스테드-로리 산은 다른 물질을 양성자화시키는 화학 물질로 정의된다. 기질을 양성자화하면, 화학종의 질량과 전하가 한 단위씩 증가하므로 전자분무 질량분석법과 같은 특정 분석 과정에서 필수적인 단계가 된다. 분자 또는 이온을 양성자화하거나 탈양성자화하면 전하와 질량 뿐만 아니라 친수성, 환원 전위, 광학 속성과 같은 다른 많은 화학적 특성들이 바뀔 수 있다.

## 양성자화 및 탈양성자화의 속도
양성자화는 보통 빠르게 일어나며, 이는 부분적으로 많은 용매에서 양성자의 높은 이동성 때문이다. 양성자화의 속도는 양성자화되는 화학종의 산성도와 관련이 있다. 약산에 의한 양성자화는 강산에 의한 동일한 염기의 양성자화보다 느리다. 양성자화 및 탈양성자화의 속도는 양성자화가 상당한 구조적 변화를 유도할 때 특히 느려질 수 있다.

## 가역성 및 촉매작용
양성자화는 일반적으로 가역 반응이며, 짝염기의 구조와 결합은 일반적으로 양성자화에 의해 변하지 않는다. 그러나 어떤 경우에는 양성자화가 이성질화를 유도하기도 하는데, 예를 들어 시스-알켄은 양성자화제를 사용하여 트랜스-알켄으로 전환될 수 있다. 세린 가수분해효소와 같은 많은 효소들은 기질의 가역적 양성자화를 포함하는 메커니즘에 의해 작동한다.

## 같이 보기
- 산 해리 상수
- 탈양성자화
- 분자 자동 이온화